# Samuel Adler (Rabbiner)

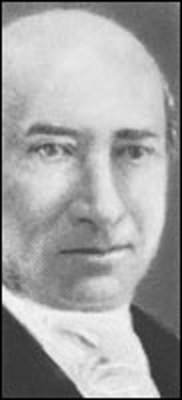
Samuel Adler

Samuel Adler (geboren am 3. Dezember 1809 in Worms; gestorben am 9. Juni 1891 in New York) war ein deutsch-amerikanischer Rabbiner und Protagonist des Liberalen Judentums.

## Leben
Samuel Adler war der Sohn des Wormser Rabbiners Isaak-Eisik Adler (1753–1821) und der Sarle Nickolsburg (1779–1856).
1824 studierte er kurzzeitig an den Jeschiwot des Salomon Trier in Frankfurt/Main und des Anschel Schöpflich in Ingenheim/Pfalz, dann bei Jakob Bamberger in Worms. Am Gymnasium in Frankfurt legte er das Abitur ab.
Er immatrikulierte sich am 29. April 1831 an der Universität Bonn, wo er fünf Semester Philosophie studierte. Am 24. September 1833 immatrikulierte er sich an der Universität Gießen. Dort studierte er beim Arabisten Johann August Vullers und beim Philosophen Hillebrand. Am 21. Mai 1835 immatrikulierte er sich erneut in Gießen, wo er am 26. Juni 1836 promovierte. Er erhielt Morenu-Zeugnisse von Salomon Trier, Jakob Bamberger und Abraham Auerbach (Bonn).
Ab 1839 war Adler Religionslehrer und Dajan in der Jüdischen Gemeinde Worms, vom 1. Oktober 1842 bis 1857 Rabbiner der benachbarten Gemeinde in Alzey. Er war einer der Protagonisten der liberalen Bewegung im deutschen Judentum und trat zum Beispiel für die Verwendung der deutschen Sprache im Gottesdienst und eine stärkere Beteiligung der Frauen ein.
Am 21. Februar 1843 heiratete Adler Henriette Frankfurter (geboren 1816), die Tochter des Rabbiners Feibisch Frankfurter aus Friedberg.
Adler nahm an der ersten bis dritten Rabbinerversammlung teil. Auf Empfehlung Abraham Geigers wurde er 1854 zum Rabbiner der Lemberger Reformgemeinde gewählt. Er lehnte den Ruf jedoch ab, um seine alte Mutter nicht zurücklassen zu müssen. Nach deren Tod 1857 nahm er den Ruf als Rabbiner an den Temple Emanu-El in New York, die führende jüdische Reformgemeinde der USA, als Nachfolger Leo Merzbachers an. Den Gottesdienst hielt Samuel Adler weiterhin vorzugsweise in deutscher Sprache. 1874 ging er in den Ruhestand. 1889 wurde er Ehrenpräsident der Zentralversammlung Amerikanischer Rabbiner. Seine Bibliothek ist weitgehend im Hebrew Union College in Cincinnati erhalten.
Sein Sohn Felix wurde Philosoph; seine Tochter Sarah heiratete den Rechtsanwalt Julius Goldman (1852–1909), einen Sohn von Marcus Goldman, Begründer von Goldman Sachs, ihre Tochter war die Archäologin Hetty Goldman.

## Veröffentlichungen
- Leitfaden für den israelitischen Religionsunterricht. Thalmessinger, Cahn und Benedicks, New York 1860. Online via Universitätsbibliothek Frankfurt am Main.